# مدونة جستنيان

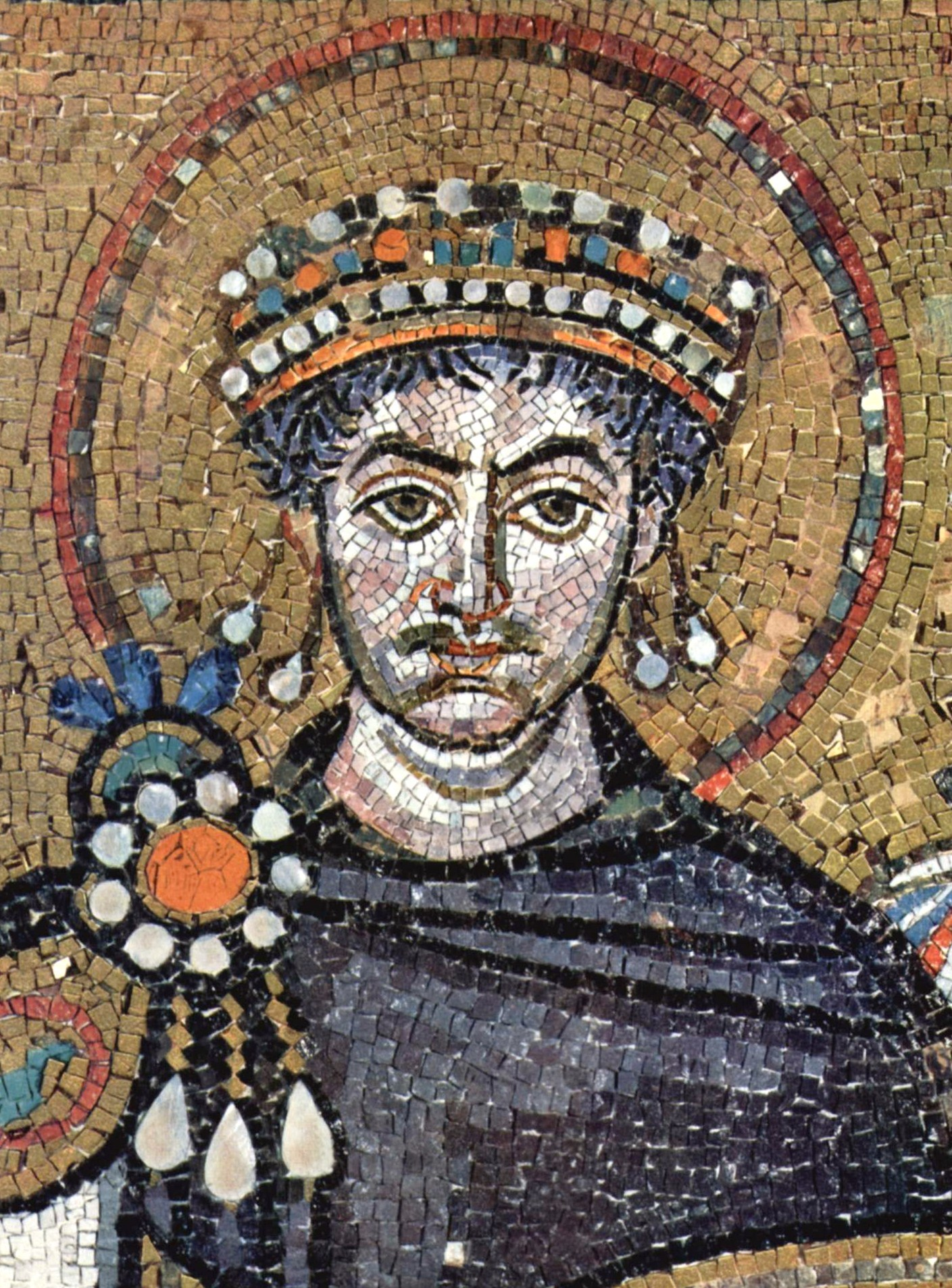
جستنيان الأول صور على لوحة فسيفسائية في كنيسة سان فيتالي في مدينة رافينا الإيطالية

مدونة جستنيان (باللاتينية: Codex Justinianeus) ، وتسمى أيضا دستور جستنيان، هو أحد أجزاء قانون جستنيان، حيث أمر الإمبراطور الروماني البيزنطي في القسطنطينية جستنيان الأول بتدوين القانون الروماني في وقت مبكر من القرن السادس الميلادي، وتم تدوين وحدتين أخريين خلال حكمة وهما الملخص والمعاهد، أما الجزء الرابع Novellae Constitutiones (دسانير جديدة، أو روايات) فقد تم تجميعه بشكل غير رسمي بعد وفاته، لكن يُعتقد الآن أيضًا أنه جزء من قانون جستنيان. 

## كتابته
أصبح جستنيان الأول إمبراطورًا عام 527، وبعد فترة وجيزة قرر إصلاح النظام القانوني للإمبراطورية، حيث كانت هناك ثلاثة مدونات للقوانين الإمبريالية وغيرها من القوانين الفردية، والتي إما تتعارض مع بعضها، أو كونها قديمة.
كانت مدونة غريغوريانوس [الإنجليزية] ومدونة هيرموجينوس [الإنجليزية]  مجموعتان غير رسميتان، (يشير مصطلح "Codex" إلى الجانب المادي من الأعمال، في شكل كتاب بدلاً من لفائف البردي. حدث الانتقال إلى المخطوطة حوالي 300 م. ) 
كانت مدونة ثيودوسيانوس مجموعة قانونية أمر بجمعها ثيودوسيوس الثاني وصدرت في عهده في عام 438 ميلادية وظلت مرجعاً قانونياً أساسياً في غرب أوروبا حتى القرن الثاني عشر،  وفي فبراير 528، أصدر جستنيان كتاب Constitutio Hac quae necessario، والذي تم من خلاله إنشاء لجنة مؤلفة من عشرة أشخاص لمراجعة هذه المجموعات السابقة وكذلك القوانين الفردية، والقضاء على كل ماهو غير ضروري أو قديم، وإجراء التغييرات حسب ما تراه مناسبًا، وإنشاء مجموعة واحدة للقوانين الإمبراطورية المعمول بها.  وقد ترأس اللجنة رئيس المحافظين جون كابادوكيا ‏،  كما تضمنت اللجنة تربيونيان الذي كان لاحقًا لرئاسة مشاريع كوربوس جوريس سيفيليس الأخرى. 

## طالع أيضًا
- قانون جستنيان
- معاهد جستنيان
- ملخص (قانون روماني)

## الملاحظات
1. ↑  مجموعة قوانين أساسية وضعها الفقيه الروماني غريغوريانوس في القرن الخامس وجمع فيها كافة القوانين الأساسية المعروفة من أيام الإمبراطور هادريان حتى الإمبراطور كونستانتين.
2. ↑  مجموعة قوانين أساسية وضعها هيرموجينوس في القرن الخامس وكانت بمثابة ملحق لتشريع غريغوريانوس يشمل قوانين Diocletian و Maximilian